# Saison 1968-1969 des Celtics de Boston
La saison 1968-1969 des Celtics de Boston est la 23e saison de basket-ball de la franchise américaine de la National Basketball Association (généralement désignée par le sigle NBA).
Les Celtics jouent toutes leurs rencontres à domicile au Boston Garden. Entraînée par Bill Russell, qui est également dans le cinq majeur de l'équipe, elle termine quatrième de la saison régulière de la Division Est.
Les Celtics gagnent leur 11e titre NBA en battant en finale les Lakers de Los Angeles quatre victoires à trois.

## Draft
| Tour | Choix | Joueur         | Poste | Nationalité | Provenance       |
| ---- | ----- | -------------- | ----- | ----------- | ---------------- |
| 1    | 12    | Don Chaney     | G     | États-Unis  | Houston          |
| 3    | 32    | Garfield Smith | F/C   | États-Unis  | Eastern Kentucky |
| 4    | 46    | Rich Johnson   | C     | États-Unis  | Grambling        |

## Classement de la saison régulière
| Division Est          | V  | D  | PCT  | GB |
| --------------------- | -- | -- | ---- | -- |
| Bullets de Baltimore  | 57 | 25 | 69.5 | -  |
| 76ers de Philadelphie | 55 | 27 | 67.1 | 2  |
| Knicks de New York    | 54 | 28 | 65.9 | 3  |
| Celtics de Boston     | 48 | 34 | 58.5 | 9  |
| Royals de Cincinnati  | 41 | 41 | 50.0 | 16 |
| Pistons de Détroit    | 32 | 50 | 39.0 | 25 |
| Bucks de Milwaukee    | 27 | 55 | 32.9 | 30 |

## Effectif
| Effectif des Celtics de Boston 1968-1969 |
| --- |
| 6 Bill Russell • 7 Em Bryant • 11 Mal Graham • 12 Don Chaney • 16 Tom Sanders • 17 John Havlicek • 18 Bailey Howell • 19 Don Nelson • 20 Larry Siegfried • 24 Sam Jones • 26 Rich Johnson • 28 Jim Barnes • 29 Bud OlsenEntraîneur : Bill Russell |

## Campagne de playoffs

### Demi-finale de Division
(2) 76ers de Philadelphie vs. (4) Celtics de Boston : Boston remporte la série 4-1
- Game 1 @ Philadelphie : Boston 114, Philadelphie 100
- Game 2 @ Boston : Boston 134, Philadelphie 103
- Game 3 @ Philadelphie : Boston 125, Philadelphie 118
- Game 4 @ Boston : Philadelphie 119, Boston 116
- Game 5 @ Philadelphie : Boston 93, Philadelphie 90

### Finale de Division
(3) Knicks de New York vs. (4) Celtics de Boston : Boston remporte la série 4-2
- Game 1 @ New York : Boston 108, New York 100
- Game 2 @ Boston : Boston 112, New York 97
- Game 3 @ New York : New York 101, Boston 91
- Game 4 @ Boston : Boston 97, New York 96
- Game 5 @ New York : New York 112, Boston 104
- Game 6 @ Boston : Boston 106, New York 105

### Finales NBA

#### Tableau
|                       | Match 1 | Match 2 | Match 3 | Match 4 | Match 5 | Match 6 | Match 7 | Score final |
| Celtics de Boston     | 118     | 112     | 111     | 89      | 104     | 99      | 108     | 4           |
| Lakers de Los Angeles | 120     | 118     | 105     | 88      | 117     | 90      | 106     | 3           |

Les scores en couleur représentent l'équipe à domicile. Le score du match en gras est le vainqueur du match.

#### Match 1
| 23 avril 1969 | Rapport | Celtics de Boston 118, Lakers de Los Angeles 120   | Celtics de Boston 118, Lakers de Los Angeles 120 | Celtics de Boston 118, Lakers de Los Angeles 120 |  | Great Western Forum, Inglewood Affluence : 17 554 |
| 23 avril 1969 | Rapport | Score par quart-temps : 32-33, 26-23, 26-26, 34-38 |                                                  |                                                  |  | Great Western Forum, Inglewood Affluence : 17 554 |
| 23 avril 1969 | Rapport | John Havlicek 37                                   | Points                                           | Jerry West 53                                    |  | Great Western Forum, Inglewood Affluence : 17 554 |
| 23 avril 1969 | Rapport | Los Angeles mène la série 1 à 0                    |                                                  |                                                  |  | Great Western Forum, Inglewood Affluence : 17 554 |

Avant la série, le  joueur-entraîneur des Celtics Bill Russell décide de ne pas mettre deux joueurs en défense sur Jerry West qui utilise cette liberté pour marquer 53 points malgré l'opposition des arrières Sam Jones et Larry Siegfried. Dans un match a rebondissement avec 21 changements de leader, le pivot des Lakers Wilt Chamberlain a marqué le panier de la victoire 23 secondes avant la fin.

#### Match 2
| 25 avril 1969 | Rapport | Celtics de Boston 112, Lakers de Los Angeles 118   | Celtics de Boston 112, Lakers de Los Angeles 118 | Celtics de Boston 112, Lakers de Los Angeles 118 |  | Great Western Forum, Inglewood Affluence : 17 559 |
| 25 avril 1969 | Rapport | Score par quart-temps : 25-24, 30-29, 30-35, 27-30 |                                                  |                                                  |  | Great Western Forum, Inglewood Affluence : 17 559 |
| 25 avril 1969 | Rapport | John Havlicek 43                                   | Points                                           | Jerry West 41                                    |  | Great Western Forum, Inglewood Affluence : 17 559 |
| 25 avril 1969 | Rapport | Los Angeles mène la série 2 à 0                    |                                                  |                                                  |  | Great Western Forum, Inglewood Affluence : 17 559 |

Encore une fois, Russell a refusé de doubler le marquage de West. Dans un dur match physique, West a poursuivi sa domination  en marquant 41 points. Avec ses coéquipiers, l’arrière Johnny Egan qui a marqué 26 points et les 31 points d'Elgin Baylor (dont les 12 derniers points des Lakers), les Lakers l’emportent. Mais le meilleur scoreur est John Havlicek avec 43 points.

#### Match 3
| 27 avril 1969 | Rapport | Lakers de Los Angeles 105, Celtics de Boston 111   | Lakers de Los Angeles 105, Celtics de Boston 111 | Lakers de Los Angeles 105, Celtics de Boston 111 |  | Boston Garden, Boston Affluence : 14 037 |
| 27 avril 1969 | Rapport | Score par quart-temps : 16-25, 24-32, 38-21, 27-33 |                                                  |                                                  |  | Boston Garden, Boston Affluence : 14 037 |
| 27 avril 1969 | Rapport | Jerry West 24                                      | Points                                           | John Havlicek 34                                 |  | Boston Garden, Boston Affluence : 14 037 |
| 27 avril 1969 | Rapport | Los Angeles mène la série 2 à 1                    |                                                  |                                                  |  | Boston Garden, Boston Affluence : 14 037 |

Dans le match 3, Russell a finalement décidé de doubler la défense sur Jerry West. Avec la pression accrue sur lui, il a perdu un peu sa puissance de tir. Il a demandé à faire plus de pauses et à être remplacé. Durant ces deux pauses, les Lakers ont régressé. L'exploit de ce match est à mettre à l’actif du joueur des Celtics John Havlicek qui, malgré un œil enflé après avoir reçu un coup de Keith Erickson, a marqué 34 points.

#### Match 4
| 29 avril 1969 | Rapport | Lakers de Los Angeles 88, Celtics de Boston 89     | Lakers de Los Angeles 88, Celtics de Boston 89 | Lakers de Los Angeles 88, Celtics de Boston 89 |  | Boston Garden, Boston Affluence : 14 780 |
| 29 avril 1969 | Rapport | Score par quart-temps : 15-16, 26-33, 29-18, 18-22 |                                                |                                                |  | Boston Garden, Boston Affluence : 14 780 |
| 29 avril 1969 | Rapport | Jerry West 40                                      | Points                                         | John Havlicek 21                               |  | Boston Garden, Boston Affluence : 14 780 |
| 29 avril 1969 | Rapport | Égalité dans la série 2 à 2                        |                                                |                                                |  | Boston Garden, Boston Affluence : 14 780 |

Dans ce match tournant de la série, on relève les 50 fautes personnelles et le faible nombre de tir réussis. Les Lakers ont possédé une avance d'un point avec 7 secondes à jouer et la possession de la balle. Cependant, Baylor sort des limites du terrain, ce qui rend la balle au Celtics. Pour cette dernière possession, les joueurs des Celtics Havlicek, Siegfried, Bailey, Howell et Jones sont sur le plancher ; malgré le fait que Jones saute du mauvais pied, le ballon évite la tentative de contre du pivot des Lakers Chamberlain et après avoir tournoyé sur le cercle tombe dans le panier au buzzer, donnant la victoire pour les Celtics. Ainsi, au lieu de rentrer à la maison avec une avance de 3-1 dans la série, les Lakers se retrouvent à 2 partout.

#### Match 5
| 1er mai 1969 | Rapport | Celtics de Boston' 104, Lakers de Los Angeles 117  | Celtics de Boston' 104, Lakers de Los Angeles 117 | Celtics de Boston' 104, Lakers de Los Angeles 117 |  | Great Western Forum, Inglewood Affluence : 17 553 |
| 1er mai 1969 | Rapport | Score par quart-temps : 24-23, 21-26, 24-30, 35-38 |                                                   |                                                   |  | Great Western Forum, Inglewood Affluence : 17 553 |
| 1er mai 1969 | Rapport | Sam Jones 25                                       | Points                                            | Jerry West 39                                     |  | Great Western Forum, Inglewood Affluence : 17 553 |
| 1er mai 1969 | Rapport | Los Angeles mène la série 3 à 2                    |                                                   |                                                   |  | Great Western Forum, Inglewood Affluence : 17 553 |

#### Match 6
| 3 mai 1969 | Rapport | Lakers de Los Angeles 90, Celtics de Boston 99     | Lakers de Los Angeles 90, Celtics de Boston 99 | Lakers de Los Angeles 90, Celtics de Boston 99 |  | Boston Garden, Boston Affluence : 15 129 |
| 3 mai 1969 | Rapport | Score par quart-temps : 22-32, 17-23, 26-27, 25-17 |                                                |                                                |  | Boston Garden, Boston Affluence : 15 129 |
| 3 mai 1969 | Rapport | Jerry West, Elgin Baylor 26                        | Points                                         | Don Nelson 25                                  |  | Boston Garden, Boston Affluence : 15 129 |
| 3 mai 1969 | Rapport | Égalité dans la série 3 à 3                        |                                                |                                                |  | Boston Garden, Boston Affluence : 15 129 |

#### Match 7
| 5 mai 1969 | Rapport | Celtics de Boston 108, Lakers de Los Angeles 106                     | Celtics de Boston 108, Lakers de Los Angeles 106 | Celtics de Boston 108, Lakers de Los Angeles 106 |  | Great Western Forum, Inglewood Affluence : 17 568 Arbitres : = |
| 5 mai 1969 | Rapport | Score par quart-temps : 28-25, 31-31, 32-20, 17-30                   |                                                  |                                                  |  | Great Western Forum, Inglewood Affluence : 17 568 Arbitres : = |
| 5 mai 1969 | Rapport | John Havlicek 26                                                     | Points                                           | Elgin Baylor 42                                  |  | Great Western Forum, Inglewood Affluence : 17 568 Arbitres : = |
| 5 mai 1969 | Rapport | Boston gagne la série 4 à 3 et obtient un 11e titre de champion NBA. |                                                  |                                                  |  | Great Western Forum, Inglewood Affluence : 17 568 Arbitres : = |

## Statistiques

### Saison régulière
| Joueur          | Matchs | Min./m. | % Tir | % LF | Rbds/m. | Pass/m. | Pts/m. |
| --------------- | ------ | ------- | ----- | ---- | ------- | ------- | ------ |
| Jim Barnes      | 49     | 12.1    | .455  | .707 | 4.0     | 0.6     | 5.1    |
| Em Bryant       | 80     | 17.4    | .404  | .650 | 2.4     | 2.2     | 5.7    |
| Don Chaney      | 20     | 10.5    | .319  | .400 | 2.3     | 1.0     | 4.0    |
| Mal Graham      | 22     | 4.7     | .236  | .786 | 1.1     | 0.6     | 1.7    |
| John Havlicek   | 82     | 38.7    | .405  | .780 | 7.0     | 5.4     | 21.6   |
| Bailey Howell   | 78     | 32.4    | .487  | .735 | 8.8     | 1.8     | 19.7   |
| Rich Johnson    | 31     | 5.3     | .382  | .478 | 1.7     | 0.2     | 2.2    |
| Sam Jones       | 70     | 26.0    | .450  | .783 | 3.8     | 2.6     | 16.3   |
| Don Nelson      | 82     | 21.6    | .485  | .776 | 5.6     | 1.1     | 11.6   |
| Bud Olsen       | 7      | 6.1     | .368  | .000 | 2.0     | 0.6     | 2.0    |
| Bill Russell    | 77     | 42.7    | .433  | .526 | 19.3    | 4.9     | 9.9    |
| Tom Sanders     | 82     | 26.6    | .430  | .733 | 7.0     | 1.3     | 11.2   |
| Larry Siegfried | 79     | 32.4    | .380  | .864 | 3.6     | 4.7     | 14.2   |

### Playoffs
| Joueur          | Matchs | Min./m. | % Tir | % LF | Rbds/m. | Pass/m. | Pts/m. |
| --------------- | ------ | ------- | ----- | ---- | ------- | ------- | ------ |
| Em Bryant       | 18     | 33.7    | .409  | .755 | 4.9     | 3.0     | 11.0   |
| Don Chaney      | 7      | 3.6     | .167  | .750 | 0.6     | 0.0     | 0.7    |
| Mal Graham      | 2      | 1.5     | .000  |      | 0.0     | 0.5     | 0.0    |
| John Havlicek   | 18     | 47.2    | .445  | .855 | 9.9     | 5.6     | 25.4   |
| Bailey Howell   | 18     | 30.6    | .489  | .719 | 6.6     | 1.1     | 15.0   |
| Rich Johnson    | 2      | 2.0     | 1.000 |      | 1.0     | 0.0     | 1.0    |
| Sam Jones       | 18     | 28.6    | .419  | .797 | 3.2     | 2.1     | 16.8   |
| Don Nelson      | 18     | 19.3    | .518  | .833 | 4.6     | 1.2     | 12.4   |
| Bill Russell    | 18     | 46.1    | .423  | .506 | 20.5    | 5.4     | 10.8   |
| Tom Sanders     | 15     | 13.1    | .438  | .742 | 3.2     | 0.5     | 5.8    |
| Larry Siegfried | 18     | 21.8    | .419  | .786 | 2.1     | 2.6     | 11.1   |

## Récompenses
- John Havlicek, All-NBA Second Team
- Bill Russell, NBA All-Defensive First Team
- Satch Sanders, NBA All-Defensive Second Team
- John Havlicek, NBA All-Defensive Second Team